# Élisabeth Davin
Pour les articles homonymes, voir Davin.
Élisabeth Davin, née à Virton le 3 juin 1981, est une athlète belge, spécialiste du sprint et de la course de haies.

## Records personnels
| Épreuves         | Épreuves  | Temps   | Lieu              | Date            |
| ---------------- | --------- | ------- | ----------------- | --------------- |
| 60 m             | En salle  | 7 s 33  | Gand              | 21 février 2010 |
| 60 m haies       | En salle  | 8 s 02  | Paris             | 4 mars 2011     |
| 100 m            | Plein air | 11 s 49 | La Chaux-de-Fonds | 28 juin 2009    |
| 100 mètres haies | Plein air | 12 s 97 | La Chaux-de-Fonds | 28 juin 2009    |